# Locmaria-Grand-Champ
 Locmaria-Grand-Champ  (en bretón Lokmaria-Gregam) es una población y comuna francesa, situada en la región de Bretaña, departamento de Morbihan, en el distrito de Vannes y cantón de Grand-Champ.

## Demografía
| 422 | 480 | 451 | 573 | 615 | 733 |
| Para los censos de 1962 a 1999 la población legal corresponde a la población sin duplicidades (Fuente: INSEE [Consultar]) |     |     |     |     |     |